# 告白の噴水広場
「告白の噴水広場」（こくはくのふんすいひろば）は、Berryz工房の14枚目のシングル。2007年6月27日にアップフロントワークス（PICCOLO TOWNレーベル）から発売された。

## 概要
- 初回生産限定盤と通常盤の2形態での発売。初回生産限定盤はCD＋DVD、通常盤はCDのみ。初回生産限定盤には、2007年7月1日に行われた発売記念イベントへの応募券が封入された。通常盤にはフォトカードが1種封入されている。
- センターは菅谷梨沙子、夏焼雅。メインボーカルは夏焼雅、菅谷梨沙子、嗣永桃子、熊井友理奈である。
- ミュージック・ビデオはオールロケ、四ツ谷駅前にある迎賓館赤坂離宮に隣接する若葉東公園や、囲桃園跨線橋など都内数箇所で撮影された。

## 収録曲
全作詞・作曲：つんく
1. 告白の噴水広場 [3:56]
編曲：平田祥一郎
2. 青春大通り [5:32]
編曲：小西貴雄
3. 告白の噴水広場 (Instrumental) [3:56]

### 初回生産限定盤付属DVD
1. 告白の噴水広場 (Dance Shot Ver.)

## 参加ミュージシャン
告白の噴水広場
- プログラミング：平田祥一郎
- ギター：木下徹
- コーラス：CHINO

青春大通り
- プログラミング：小西貴雄
- ギター：朝井泰生
- コーラス：竹内浩明